# Municipio de Carpenter (Minnesota)
El municipio de Carpenter (en inglés: Carpenter Township) es un municipio ubicado en el condado de Itasca en el estado estadounidense de Minnesota. En el año 2010 tenía una población de 179 habitantes y una densidad poblacional de 0,65 personas por km².

## Geografía
El municipio de Carpenter se encuentra ubicado en las coordenadas 47°50′58″N 93°15′12″O / 47.84944, -93.25333. Según la Oficina del Censo de los Estados Unidos, el municipio tiene una superficie total de 274.94 km², de la cual 261,12 km² corresponden a tierra firme y (5,03 %) 13,82 km² es agua.

## Demografía
Según el censo de 2010, había 179 personas residiendo en el municipio de Carpenter. La densidad de población era de 0,65 hab./km². De los 179 habitantes, el municipio de Carpenter estaba compuesto por el 98,88 % blancos y el 1,12 % eran de una mezcla de razas. Del total de la población el 0 % eran hispanos o latinos de cualquier raza.